# Lo zoo è qui
Lo zoo è qui è un brano musicale cantato da Luciano Ligabue e il quinto singolo estratto dall'album Sopravvissuti e sopravviventi del 1993.

## Il brano
Il brano è preceduto da un breve stacco strumentale, l'introduzione Prezoo, eseguito dallo stesso Ligabue con la chitarra acustica, accompagnata da basso, tastiera ed effetti sonori vari, per dare l'idea di animali che vanno al macello. Segue un brano cupo con un uso intensivo di chitarra elettrica e organo Hammond.
Il testo tratta di uno zoo e della vita dei suoi animali, come metafora del mondo e delle varie categorie di persone che lo popolano, in una sorta di gioco ad associare le fisionomie animali ai caratteri degli individui.

## Il video musicale
Insolito ma ancora attuale, girato a Berlino dal regista sudafricano Steffen Gentis, si discosta molto dalle riprese convenzionali, quasi rétro, delle consuete clip del cantautore; come fosse un'anticipazione del brano per la poca chiarezza e la deformità delle sue immagini.
- Videoclip ufficiale, su YouTube. URL consultato il 13 gennaio 2015. (comprende Prezoo)

Originariamente disponibile solo sul doppio VHS Ligabue a San Siro: tutto il concerto del 1997 è stato in seguito incluso nei DVD Primo tempo del 2007 e Videoclip Collection del 2012, quest'ultimo distribuito solo nelle edicole.

## Tracce
CD singolo promo (WEA PROMO 490)
Testi e musiche di Luciano Ligabue.
1. Prezoo (strumentale) – 0:40
2. Lo zoo è qui – 3:56

## Formazione
- Luciano Ligabue - voce, chitarra acustica, kazoo

### Clan Destino
- Gigi Cavalli Cocchi - batteria
- Max Cottafavi - chitarra elettrica
- Luciano Ghezzi - basso elettrico
- Gianfranco Fornaciari - tastiere